# United We Are
United We Are es el álbum de estudio debut del disc jockey y Productor Holandés Hardwell. Su lanzamiento se realizó el 23 de enero de 2015. Cuenta con la colaboración de numerosos artistas tales como Jason Derülo, Chris Jones, Mr. Probz, Fatman Scoop, Amba Shepherd, Heather Bright y Luciana Caporaso, entre otros. Entre los productores se encuentran Tiësto, W&W, Headhunterz, Funkerman, Joey Dale, The Disco Fries y DallasK.

## Recepción comercial
Debutó en la primera ubicación en su natal Holanda y obtuvo destacada recepción en países como Alemania, Austria, Bélgica y Suiza Mientras en la lista de álbumes del Reino Unido ocupó la posición número 83. Por su parte, en los Estados Unidos, ocupó una posición similar a la del Reino Unido alojándose en el número 85 del Billboard 200. También obtuvo la segunda ubicación en el Dance/Electronic Albums.

## Lista de canciones
| United We Are – Versión digital |                                                            | |                              |          |  |
| N.º                             | Título                                                     | Escritor(es) | Productor(es)                | Duración |  |
| 1.                              | «Eclipse»                                                  | Robbert van de Corput                                                                                                | Hardwell                     | 3:13     |  |
| 2.                              | «Follow Me» (con Jason Derulo)                             | Corput James 'JHart' Abrahart Jason Desrouleaux Djibril Gibson Kagni Jordan "trackstorm" Houyez Dino "SIRIUS" Cirone | Hardwell                     | 3:21     |  |
| 3.                              | «Sally» (con Harrison)                                     | Corput Harrison Shaw Mark Maitland                                                                                   | Hardwell Anakyn*             | 4:38     |  |
| 4.                              | «Let Me Be Your Home» (con Bright Lights)                  | Corput Heather Bright                                                                                                | Hardwell                     | 3:35     |  |
| 5.                              | «Colors» (junto a Tiësto con Andreas Moe)                  | Corput Tijs Verwest Andreas Moe Manuel Reuter Curtis Richa                                                           | Hardwell Tiësto DJ Manian    | 4:00     |  |
| 6.                              | «Where Is Here Now» (junto a Funkerman con I-Fan)          | Corput Ardie van Beek Rayke Jansen Ivan Peroti                                                                       | Hardwell Funkerman           | 3:15     |  |
| 7.                              | «United We Are» (con Amba Shepherd)                        | Corput Amba Shepherd                                                                                                 | Hardwell                     | 5:51     |  |
| 8.                              | «Don't Stop the Madness» (junto a W&W con Fatman Scoop)    | Corput Willem van Hanegem Wardt van der Harst Isaac Freedman Danny Boselovic Nick Ditri                              | Hardwell W&W The Disco Fries | 3:45     |  |
| 9.                              | «Young Again» (con Chris Jones)                            | Corput Chris Jones Willem Bakker                                                                                     | Hardwell Bakker**            | 3:39     |  |
| 10.                             | «Echo» (con Jonathan Mendelsohn)                           | Corput Jonathan Mendelsohn                                                                                           | Hardwell                     | 5:08     |  |
| 11.                             | «Arcadia» (junto a Joey Dale con Luciana)                  | Corput Joey Daleboudt Luciana Caporaso Nick Clow                                                                     | Hardwell Joey Dale           | 3:13     |  |
| 12.                             | «Area 51» (junto a DallasK)                                | Corput Dallas Koehlke                                                                                                | Hardwell DallasK             | 3:00     |  |
| 13.                             | «Nothing Can Hold Us Down» (junto a Headhunterz con Haris) | Corput Willem Rebergen Haris Alagic Azra Alagic                                                                      | Hardwell Headhunterz         | 3:18     |  |
| 14.                             | «Birds Fly» (con Mr. Probz)                                | Corput Dennis Stehr G. Early B.S. Issac P.R. Hamilton                                                                | Hardwell                     | 3:27     |  |

| Bonus track para iTunes |                                                               |                     |               |          |  |
| N.º                     | Título                                                        | Escritor(es)        | Productor(es) | Duración |  |
| 15.                     | «Dare You» (con Matthew Koma y Bebe Rexha) (versión acústica) | Corput Matthew Koma | Hardwell      | 3:06     |  |

Notas
- * indica productor original
- ** indica productor vocal adicional